# Tetmajerówka
Tetmajerówka – zabytkowy budynek, drewniany dworek, znajdujący się w Krakowie, przy ul. Tetmajera 36 w Bronowicach Małych.
Zbudowany jest z drewna, kryty gontem i bielony. Posiada ganek i otoczony jest ogrodem. Może stanowić przykład klasycystycznego, podmiejskiego dworku z okolic Krakowa, z końca XIX wieku.
Zbudowany został w 1863 roku na terenie powstałego wcześniej folwarku. Należał do franciszkanów, którzy sprzedali go w 1892 roku chłopom. Został kupiony w 1902 przez Włodzimierza Tetmajera, który mieszkał od 1894 roku w znajdującym się obok dworku Rydlówka.
Obecnie jest własnością spadkobierców Tetmajera.

## Galeria

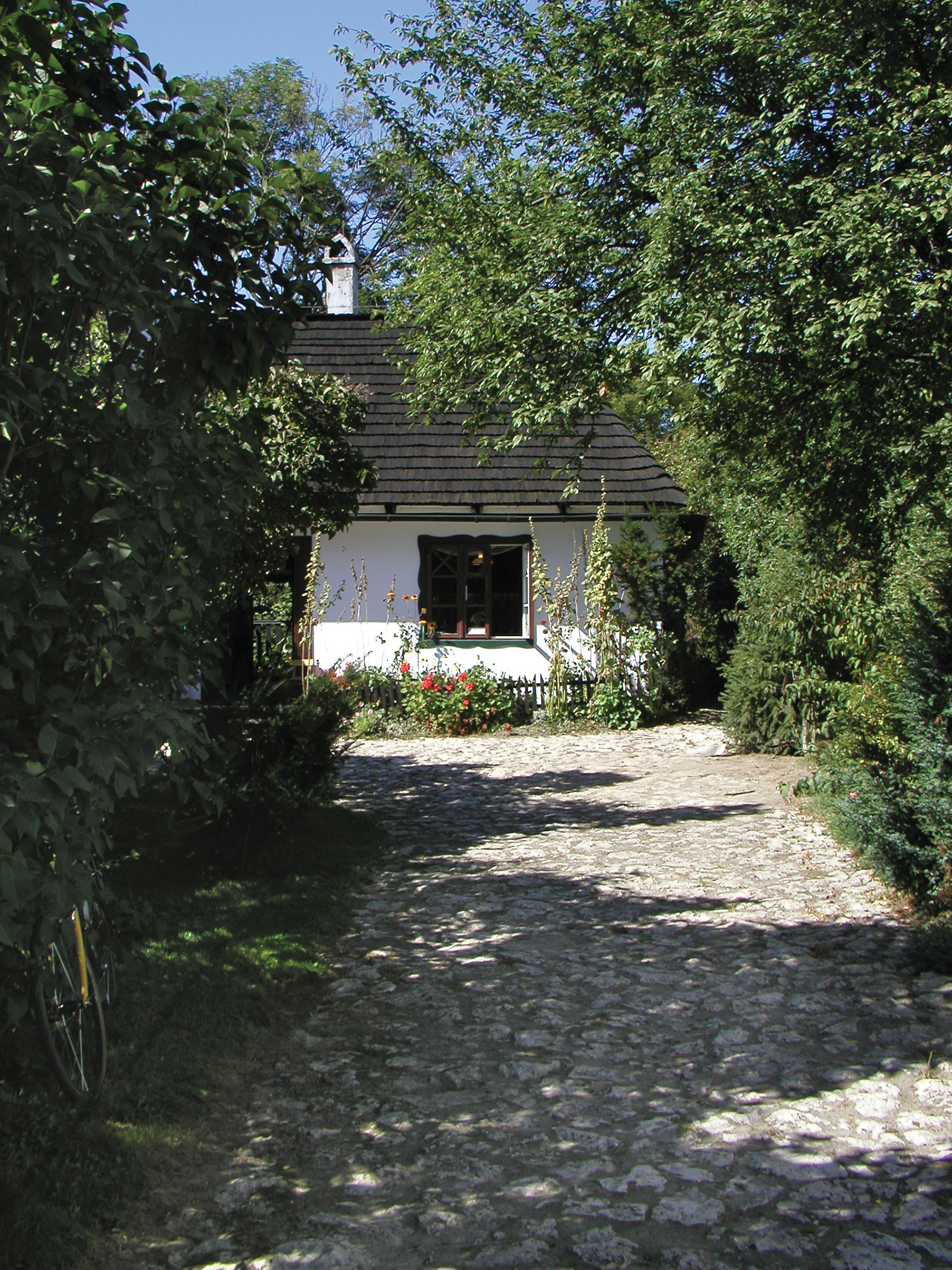
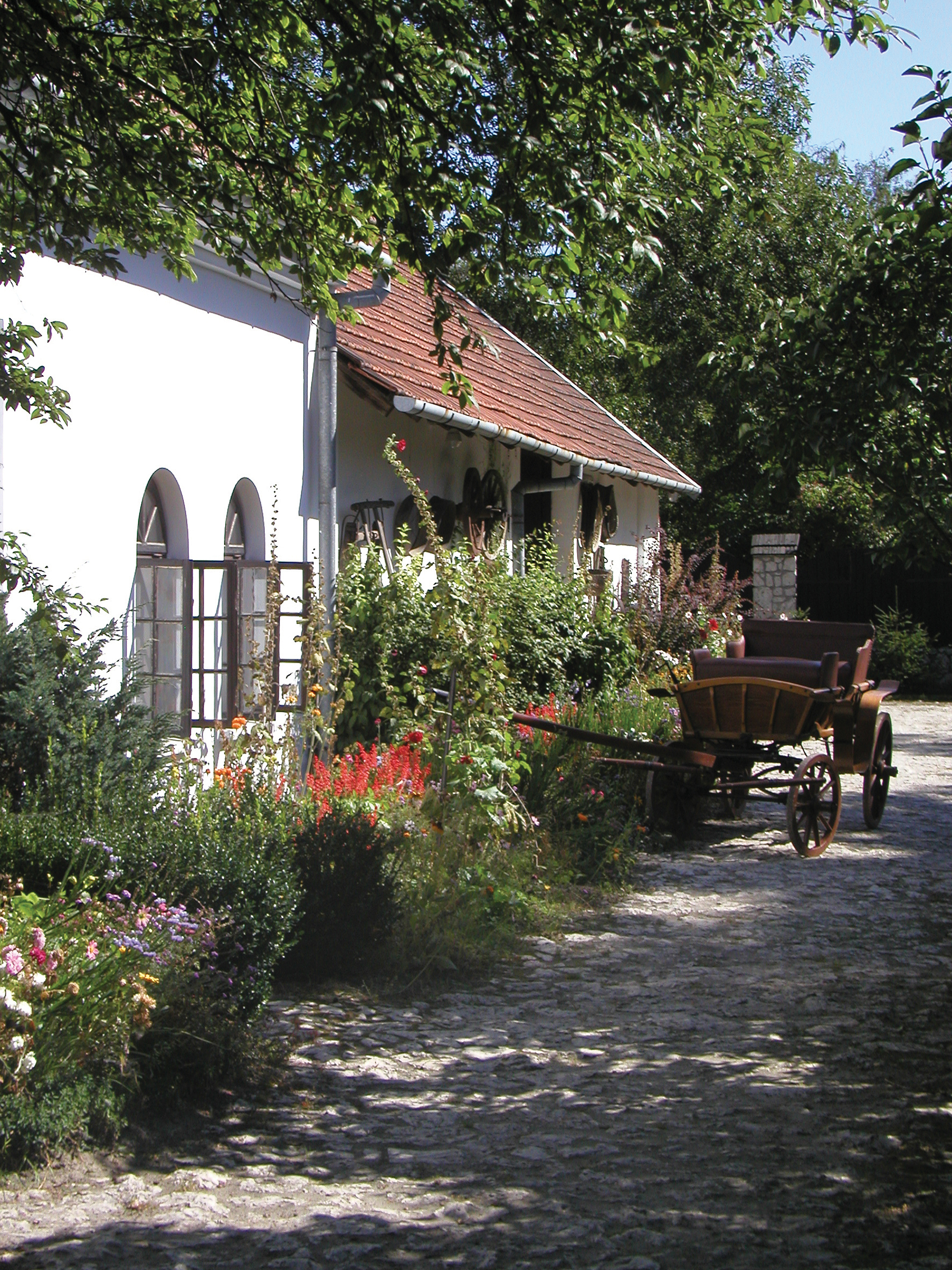
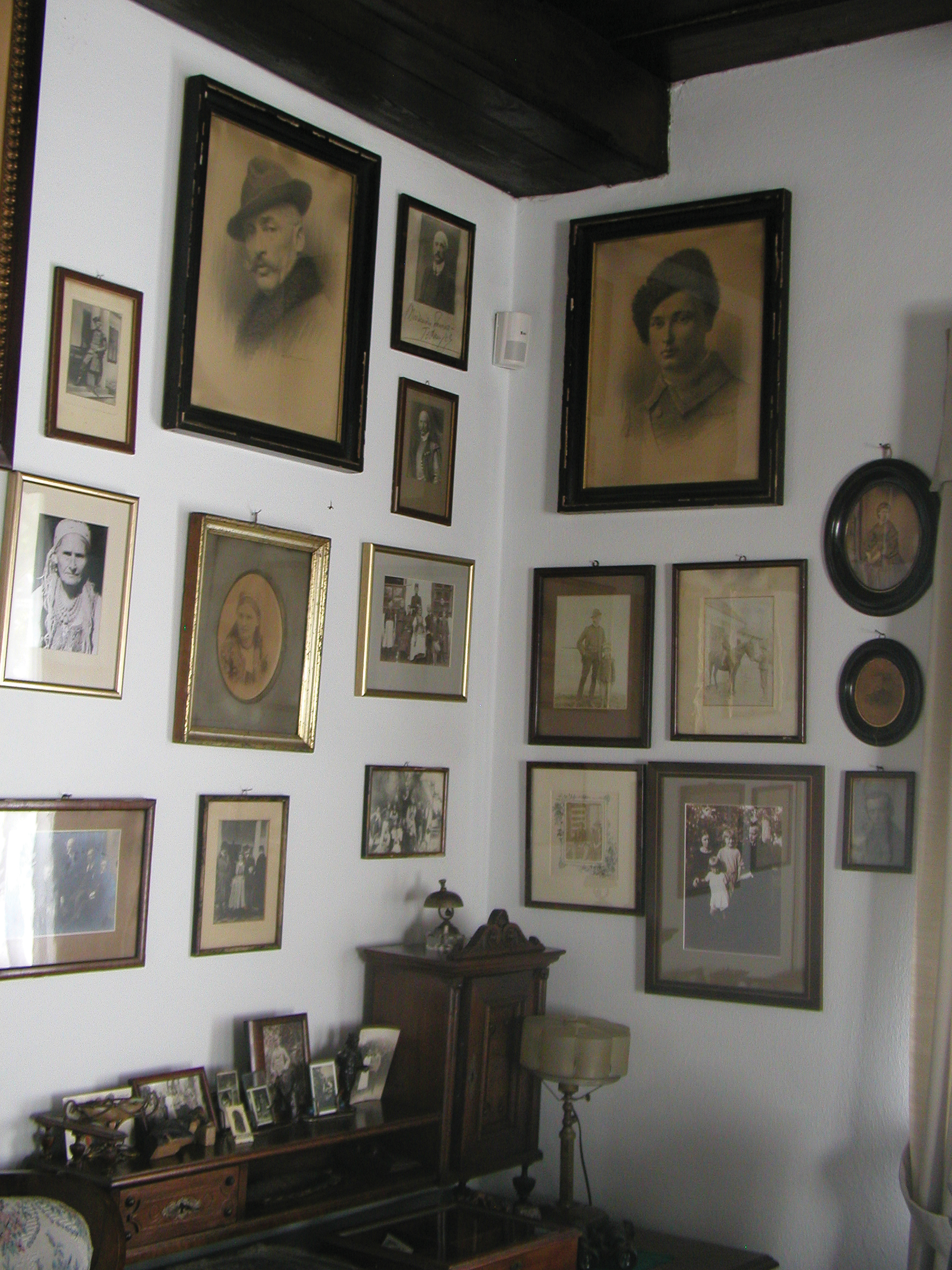
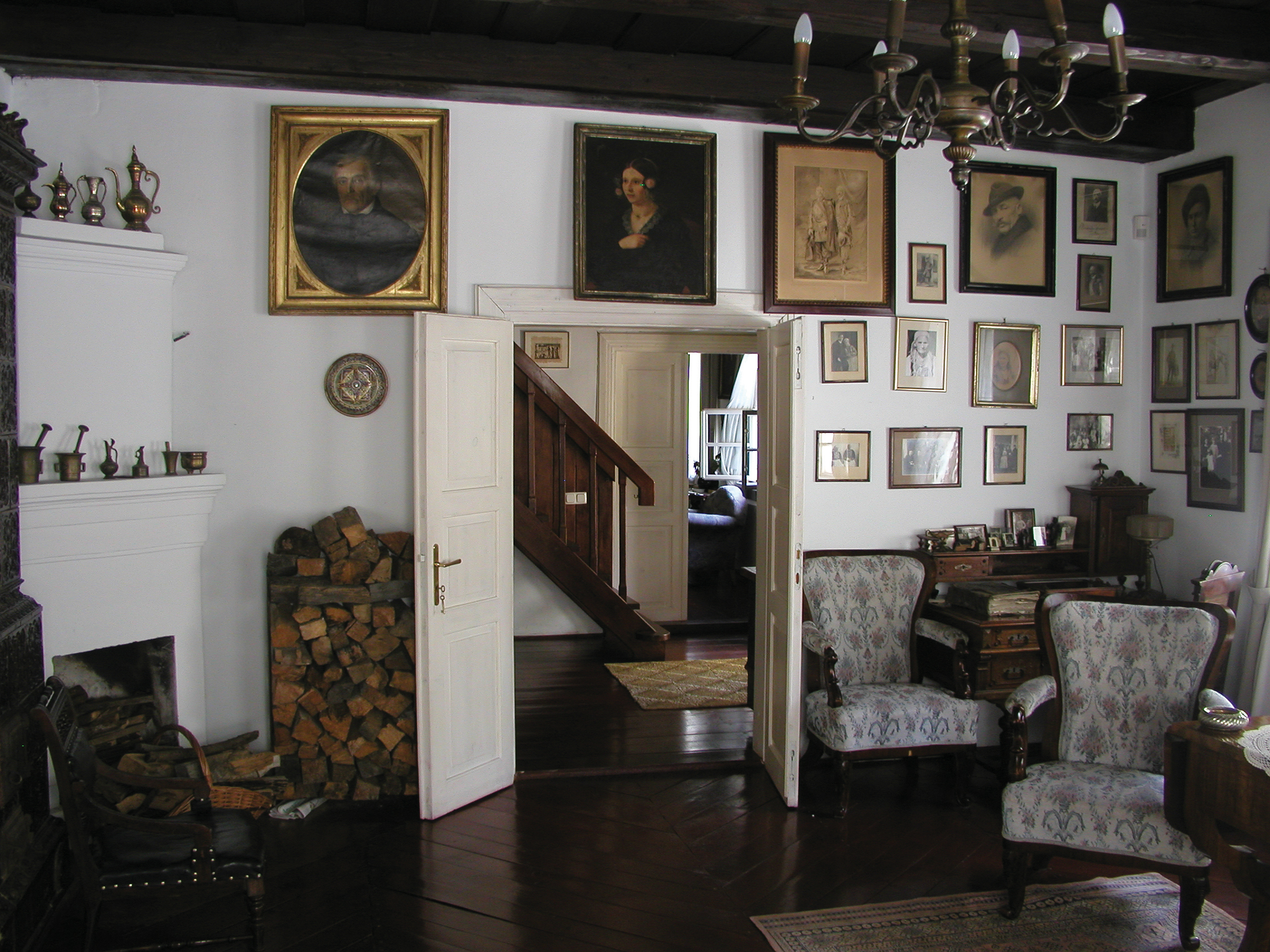
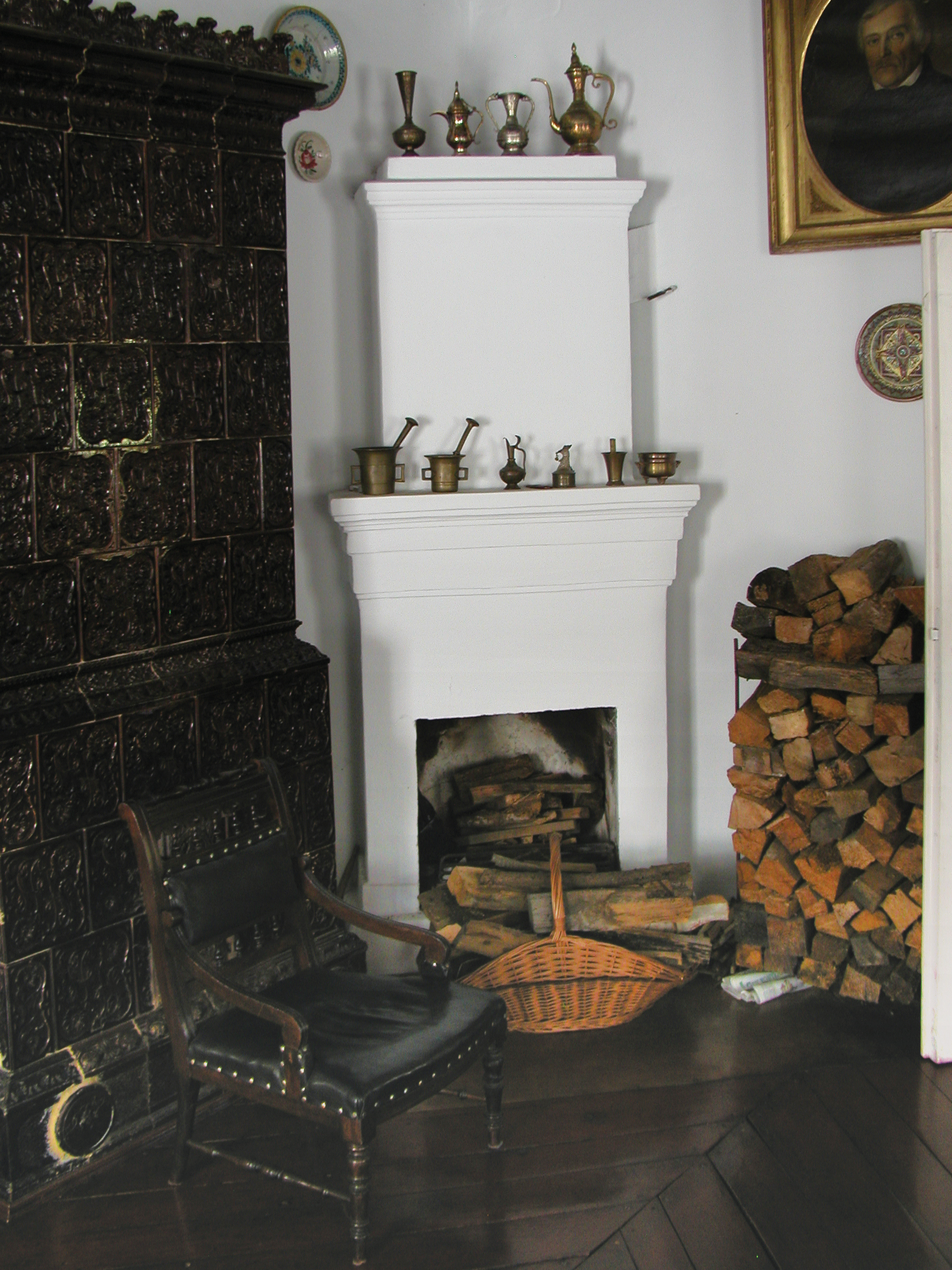